# Sportverein Innsbruck
Sportverein Innsbruck is een Oostenrijkse voetbalclub uit Innsbruck. De club stamt af van Fußball Innsbruck en is de oudste club van West-Oostenrijk.

## Geschiedenis
De club werd op 10 april 1905 opgericht als Fußball Innsbruck. Na het einde van de Eerste Wereldoorlog werd op 28 februari 1919 beslist om de naam te veranderen in Sportverein Innsbruck nadat de club zich uitbreidde met ook een atletiekafdeling. De club was medeoprichter van het Tiroler Fußballverbandes die op 5 september van datzelfde jaar werd opgericht.
In 1920 voegde de club zich bij de Innsbrucker Turnverein (ITV) en speelde voortaan onder de naam Sportabteilung des ITV. In de Tiroler competitie werd de club kampioen in 1921 en 1922. Na enkele spanningen binnen de club werd de voetbalafdeling weer onafhankelijk van ITV en nam op 3 december 1922 opnieuw de naam sportverein aan.
Van 1922/23 tot 1926/27 slaagde de club erin om elk jaar de titel van Tirol te winnen. Daarna duurde het tot 1947 vooraleer een nieuwe titel gewonnen werd.
In de volgende tijd investeerde de club veel in de jeugd en won daar in de jaren vijftig en zestig vele titels door bij de jeugdreeksen. In 1972 en 1974 werd het eerste elftal opnieuw kampioen en promoveerde zo naar de Regionalliga West. Om sportieve en financiële redenen besloot met een speelverbond aan te gaan met Innsbrucker SK (ISK).
In 1976 voegde Eisenbahner Sportverein (ESV) zich ook bij de club en hierop werd de club bekend onder de sponsornaam SPG Raika Innsbruck. In 1979 werd de club kampioen van de Alpenliga en kwalificeerde zich zo voor de 2. Bundesliga. Daar speelde men in een derby tegen SSW Innsbruck voor 15000 toeschouwers 1-1 gelijk. In de eindrangschikking werd de club gedeeld derde. Er werd geïnvesteerd in nieuwe spelers om te kunnen promoveren naar de hoogste klasse.
Na een vierde plaats in 1981 werd de club tiende in 1982, omdat het doel om te promoveren naar de hoogste klasse niet lukte werd de fusie ongedaan gemaakt en gingen de clubs weer hun eigen weg. SVI moest weer herbeginnen in de kelder van de voetbalpiramide en werd in werd in 1985/86 kampioen van de 1. Klasse West, twee jaar later van de Gebietsliga en in 1989 van de Landesliga West waardoor de club in 1989/90 opnieuw in de Tiroler Liga speelde en daar vicekampioen werd.
Na veertien jaar Tiroler Liga degradeerde SVI in 2003/03 naar de Landesliga West maar kon na één seizoen terugkeren.
- Virtual International Authority File: 305153069